# Apoteket Kronan, Göteborg
Apoteket Kronan i Göteborg grundades på 1670-talet (alternativt 1658 ) av apotekaren Johannes von Ackern på Korsgatan i kvarteret Kommerserådet. Han kallade apoteket för Strutsen.
Apoteket brann ner i en stor eldsvåda i Göteborg 1721 och det återuppbyggde döptes om det till Kronan.
År 1921 flyttade Kronan till Östra Hamngatan.